# Aleksandr Sokurov
Aleksandr Sokurov (russisk: Алекса́ндр Никола́евич Соку́ров) (født 14. juni 1951 i Podorvikha i Sovjetunionen) er en sovjetisk filminstruktør og manuskriptforfatter.

## Filmografi
- Menneskets ensomme stemme (Одинокий голос человека, 1978)[2][3]
- Razzjalovannyj (Разжалованный, 1980)
- Skorbnoje bestjuvstvije (Скорбное бесчувствие, 1983)
- Ampir (Ампир, 1986)
- Dni zatmenija (Дни затмения, 1988)
- Moskovskaja elegija (Московская элегия, 1988)
- Mor og søn (Мать и сын, 1997)
- Molokh (Молох, 1999)
- Telets (Телец), 2001)
- Otets i syn (Отец и сын, 2003)
- Solntse (Сóлнце, 2005)
- Aleksandra (Александра, 2007)
- Faust (Фауст, 2011)